# 31095 Buneiou
31095 Buneiou este un asteroid din centura principală de asteroizi.

## Descriere
31095 Buneiou este un asteroid din centura principală de asteroizi. A fost descoperit pe 27 februarie 1997 la Chichibu de Naoto Satō. Asteroidul prezintă o orbită caracterizată de o semiaxă mare de 3,02 ua, o excentricitate de 0,08 și o înclinație de 9,7° în raport cu ecliptica.